# Takahiro Endo
Takahiro Endo (遠藤 孝弘 Endo Takahiro?), född 7 juli 1968 i Shizuoka prefektur, är en japansk före detta fotbollsspelare.
Endo började sin karriär 1987 i Chuo Bohan (Avispa Fukuoka). 1997 flyttade han till Sagawa Express Tokyo. Han avslutade karriären 1997.